# Calamoecia elongata
Calamoecia elongata é uma espécie de crustáceo da família Centropagidae.
É endémica da Austrália.